# Juan Afara

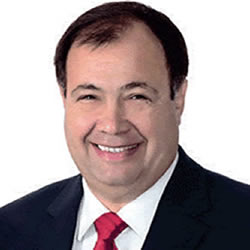
Juan Afara

Juan Eudes Afara Maciel (* 19. August 1960 in Santa Rosa de Lima, Departamento Misiones) ist ein paraguayischer Politiker des Asociación Nacional Republicana-Partido Colorado ANR-PC, der unter anderem von 2008 bis 2012 Gouverneur des Departamento Itapúa sowie zwischen 2013 und 2018 Vizepräsident der Republik Paraguay war und seit 2018 Mitglied des Senats (Senado) ist.

## Leben

### Studium, Bürgermeister und Vizepräsident von Paraguay

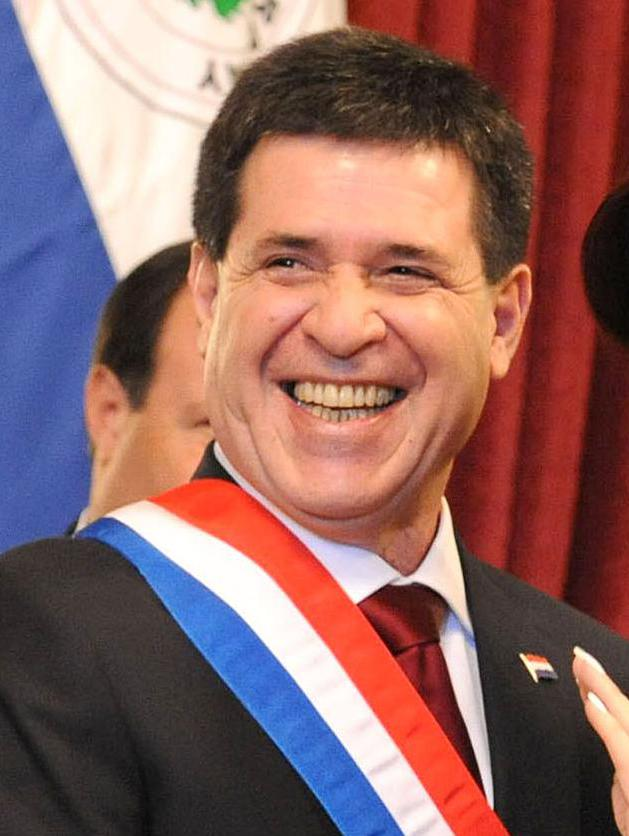
Während der Amtszeit von Staatspräsident Horacio Cartes war Afara von 2013 bis 2018 Vizepräsident der Republik Paraguay.

Juan Eudes Afara Maciel, Sohn der Kaufleute Julio Afara Pavía und Julia Maciel Martínez, besuchte die Grundschule Escuela Clementina Irrazábal sowie die Sekundarschulen Escuela San Blas in Obligado sowie Centro Regional de Educación die Escuela „Carlos Antonio López“ in Encarnación. Er absolvierte ein Studium der Umweltwissenschaften an der Technischen Universität für Marketing und Entwicklung UTCD (Universidad Técnica de Comercialización y Desarrollo) in Encarnación, welches er mit einem Lizenziat (Licenciatura en Ciencias Ambientales) beendete. Seine politische Laufbahn begann er für den Partido Colorado in der Kommunalpolitik, als er 1985 zum Mitglied des Gemeinderates des Distriktes Tomás Romero Pereira gewählt wurde. Nachdem er zwischen 1987 und 1989 von der Nationalen Exekutive, der Poder Ejecutivo Nacional, zum Bürgermeister (Intendente Municipal) des Distriktes Tomás Romero Pereira ernannt worden war, war er von 1996 bis 2001 gewählter Bürgermeister dieses Distriktes.
2002 bewarb sich Afara erfolglos als Kandidat bei den Vorwahlen der Colorado-Partei für das Amt des Gouverneurs des Departamento Itapúa. 2008 wurde er als Nachfolger von Luis Viedma zum Gouverneur des Departamento Itapúa gewählt und bekleidete dieses Amt vom 15. August 2008 bis zum 19. Oktober 2012, woraufhin David Benjamín Franz Kugler ihn ablöste. Am 19. Oktober 2012 trat er zurück, um bei den Vorwahlen der Colorado-Partei für das Amt des Vizepräsidenten zu kandidieren. Nach der erfolgreichen Vorwahl wurde er „Running Mate“ des Präsidentschaftskandidaten Horacio Cartes. Nach dem Sieg des Partido Colorado bei der Präsidentschaftswahl am 21. April 2013 war er während der Amtszeit von Präsident Horacio Cartes vom 15. August 2013 bis zum 15. August 2018 Vizepräsident der Republik Paraguay.

### Senator
Da Juan Afara bei der Präsidentschaftswahl 2018 aufgrund der Verfassung nicht erneut kandidieren durfte, wurde er bei den gleichzeitigen Parlamentswahlen am 22. April 2018 zum Mitglied des Senats (Senado) gewählt, dem er seither angehört.
Im Senat ist er Präsident des Ausschusses für öffentliche Arbeiten und Kommunikation (Comisión de Obras Públicas y Comunicaciones) sowie zugleich Vizepräsident der Ausschüsse für Agrarreform und ländliche Wohlfahrt (Comisión de Reforma Agraria y Bienestar Rural) und für Wirtschaft, Genossenschaften, Entwicklung und wirtschaftliche Integration Lateinamerikas (Comisión de Economía, Cooperativismo, Desarrollo e Integración Económica Latinoamericana). Er wurde zudem 2018 Vizepräsident der Nationalen Kommission zur Verteidigung der natürlichen Ressourcen CONADERNA (Comisión Nacional de Defensa de los Recursos Naturales) sowie Mitglied des Senatsausschusses für auswärtige Beziehungen und internationale Angelegenheiten (Comisión de Relaciones Exteriores y Asuntos Internacionales). Ferner ist er Mitglied des gemeinsamen Ausschusses des Paraguayischen Nationalkongresses für Sozialwirtschaft (Comisión Bicameral de Economía Social). 
Aus seiner Ehe mit Luz Marilda Arguello gingen vier Kinder hervor.